# Niccolò Giolfino
Niccolò Giolfino (ou Golfino) dit II Giolfino et quelquefois signant Ursino Veronensis (Vérone, 1476 - Vérone, 1555) est un peintre italien de l'école véronaise au début du XVIe siècle.

## Biographie
Niccolò Giolfino d'abord l'élève de Liberale da Verona (1492) est trop ancré dans la lignée de ses ancêtres sculpteurs véronais, pour se dégager du style gothique à ses débuts (Pentecôte) de 1518 et Scènes de la vie de saint Dominique).
Il s'en dégage quelquefois avec des couleurs vives (vers 1518-1520), subissant l'influence du style de Lorenzo Lotto, puis par la diffusion des œuvres de Giulio Romano à Vérone, et vers 1540 où il s'exprime parfois dans la fresque et les panneaux de cassone.
Paolo Farinati et Antonio Badile furent de ses élèves.

## Œuvres
- Pentecôte (1518),
- Scènes de la vie de saint Dominique, prédelle, église S. Anastasia, Vérone.
- Scènes de la vie de saint François (v. 1522),
- Scènes de la Passion (1534), chapelle de la Croix, église  San Bernardino.
- Sept Allégories du couvent de San Niccolo, Castelvecchio.
- Madonna delle Grazie con i Disciplinati e Sant’Apollonia e Sant’Agata, fresque, église San Martino, Tregnago
- Façade de la Casa Parma Lavezzola (1542),
- Scènes bibliques, nef de Santa Maria in Organo.
- Les Arts libéraux, plume et encre grise, rehauts de blanc, Musée du Louvre, Paris[3].
- Saint Roch et saint Antoine, Saint Sébastien et saint Barthélemy, Déposition de la Croix, chapelle Calcasoli, Duomo de  Vérone.
- Lucrèce, 	Allen Memorial Art Museum, Oberlin, Ohio.
- Le  Mythe de Deucalion et Pyrrha, Indiana University Art Museum, Bloomington (Indiana).
- Le Martyre de saint Sébastien, huile sur panneau transposée sur toile.
- "Madonna con Bambino e San Giovannino", olio su tela, Berlin Gemaeldegalerie

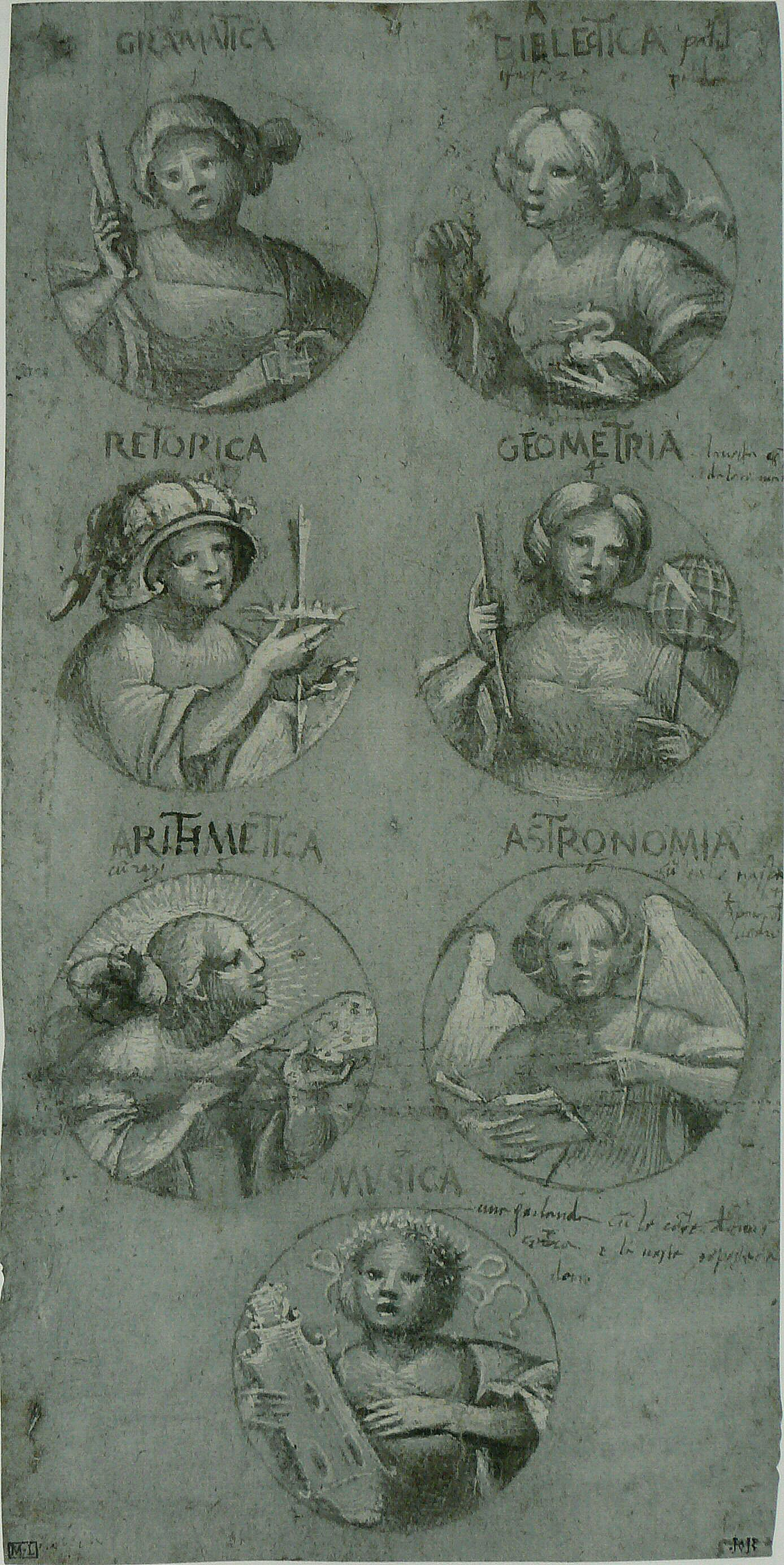
Les Arts libéraux, Musée du Louvre, département des Arts Graphiques
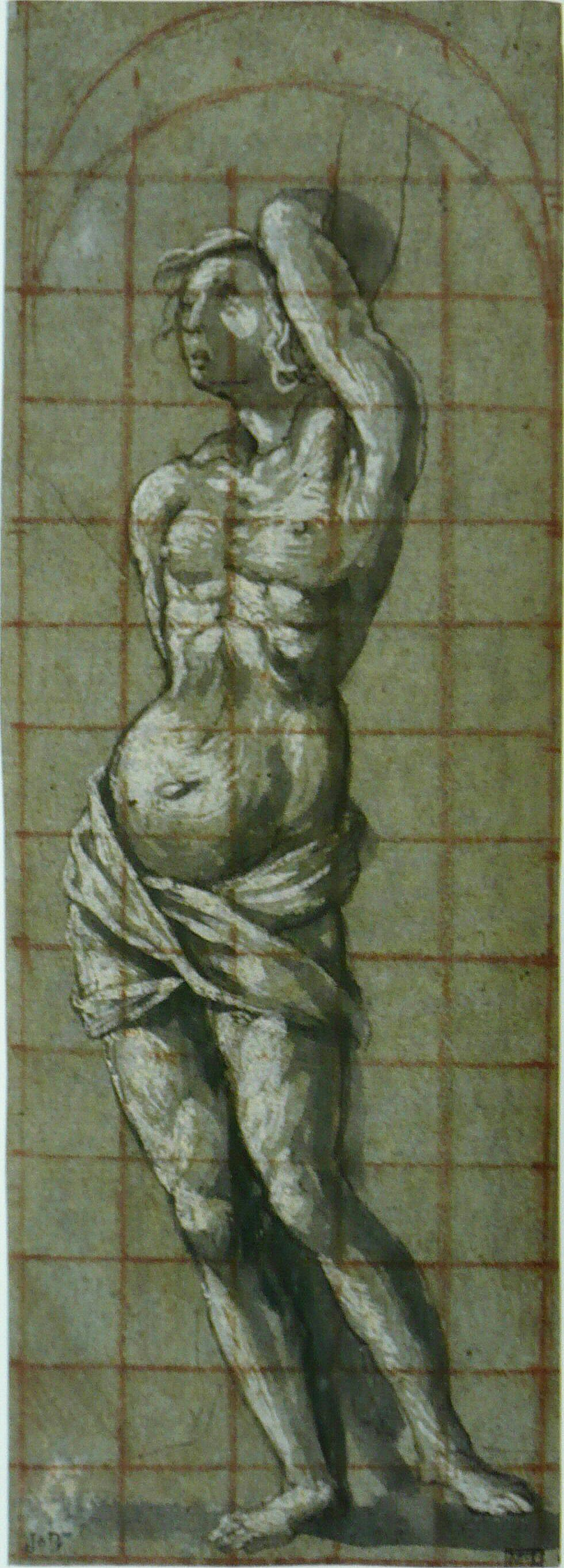
Saint-Sébastien, Musée du Louvre, département des Arts Graphiques